# Nealcidion socium
Nealcidion socium es una especie de escarabajo longicornio del género Nealcidion, tribu Acanthocinini, subfamilia Lamiinae. Fue descrita científicamente por Gahan en 1895.

## Descripción
Mide 8-12 milímetros de longitud.

## Distribución
Se distribuye por Colombia, Curazao, Granada, Martinica, San Vicente y las Granadinas, Trinidad y Tabago y Venezuela.